# 克莱恩生物学大厦
克莱恩生物学大厦（Kline Biology Tower）是康涅狄格州纽黑文的一座摩天大楼，耶鲁大学生物学系所在地，目前是纽黑文第四高楼。自1966年到1969年该楼曾是纽黑文最高建筑，设计者是菲力普·強生，他也设计了附近的克莱恩地质及化学实验室。